# Metsoudat Koah

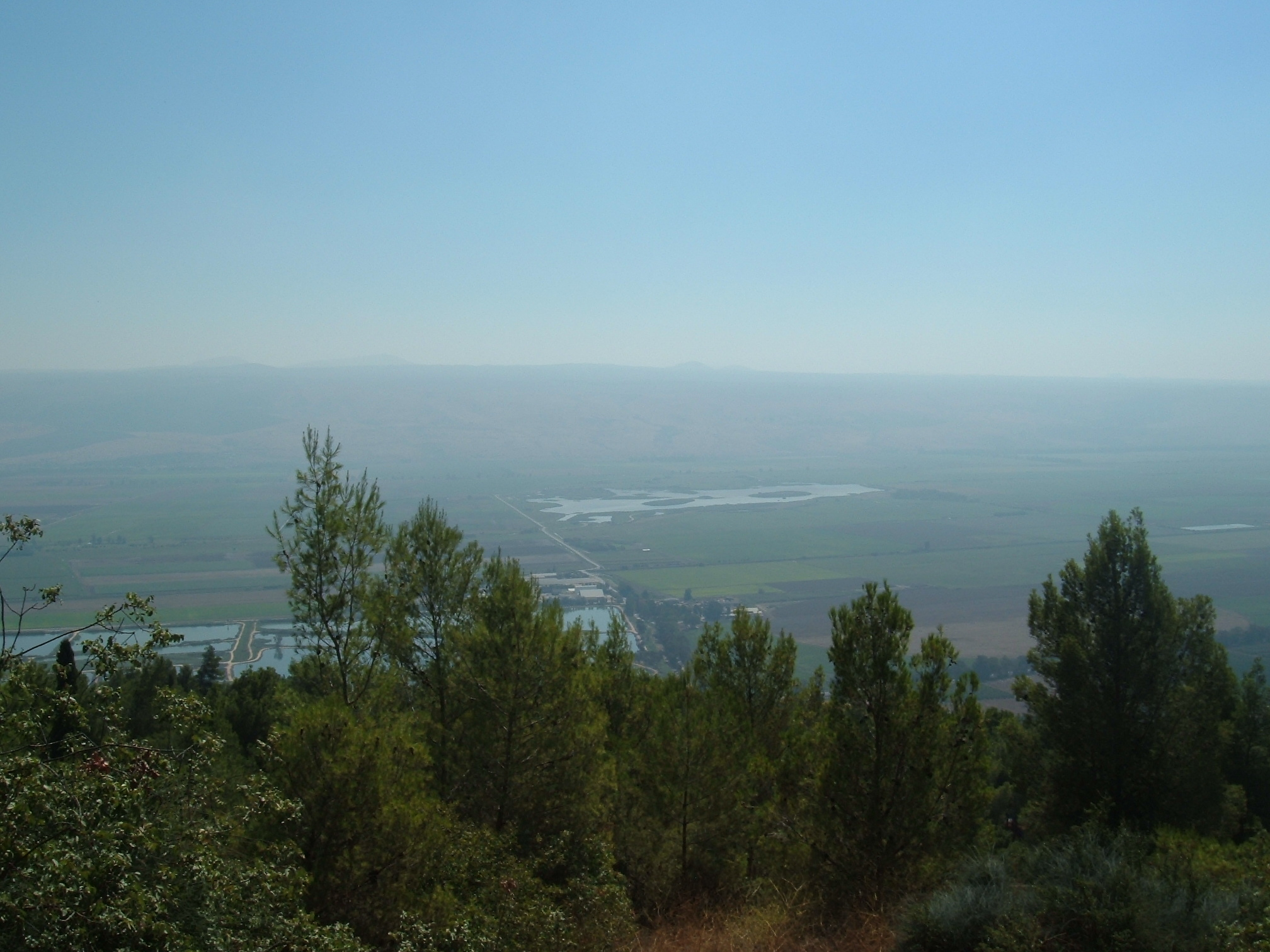
La Vallée de la Houla telle qu'elle apparaît depuis la forteresse Koah

Metsoudat Koah est un fort situé en Haute Galilée. Son nom célèbre la mémoire des 28 soldats qui sont morts lors de sa prise.
Koah (כ"ח) a une double signification en hébreu : les deux lettres désignent le nombre 28, et forment le mot force.
Son importance stratégique est due au fait qu'il constitue un point l'observation sur la Vallée de la Houla depuis les monts de Nephtali et de la frontière avec le Liban.